# August Hallqvist
August Hallqvist (i riksdagen kallad Hallqvist i Ryda), född 15 januari 1847 i Öttums församling, Skaraborgs län, död 11 februari 1898 i Stockholm (folkbokförd i Skölvene församling, Älvsborgs län), var en svensk kyrkoherde och politiker.
Hallqvist var ledamot av riksdagens andra kammare 1897–1898, invald i Ås och Gäsene domsagas valkrets i Älvsborgs län. Han tillhörde Lantmannapartiet.